# Thyroscyphoides sympodialis
Thyroscyphoides sympodialis är en nässeldjursart som beskrevs av Watson 2003. Thyroscyphoides sympodialis ingår i släktet Thyroscyphoides och familjen Thyroscyphidae.
Artens utbredningsområde är Södra Ishavet. Inga underarter finns listade i Catalogue of Life.